# ماكس غرونديغ
ماكس غرونديغ (بالألمانية: Max Grundig)
ولد في (7 مايو 1908 في نورنبيرغ) ورحل في (8 ديسمبر 1989 في بادن بادن) كان مؤسس شركة الإلكترونيات المعروفة غرونديغ، التي كانت واحدة من رواد الشركات الاقتصادية الرئيسية في جمهورية ألمانيا الاتحادية.

## وصلات خارجية
- ماكس غرونديغ على موقع مونزينجر (الألمانية)